# فؤاد البنا
البروفيسور فؤاد البنا هو أكاديمي ومفكر يمني بارز، يُعد من أبرز الأصوات الفكرية التي تنادي بضرورة تجديد الفكر الإسلامي وتعزيز الوعي السياسي لدى المجتمعات العربية والإسلامية. حصل على بكالوريوس في التربية عام 1990، وتدرّج في السلك الأكاديمي حتى نال درجة الأستاذية في الفكر السياسي الإسلامي.
يتميز برؤية وسطية مستقلة، وينشط في مجالات التأليف والكتابة، حيث ألّف أكثر من 50 كتابًا وآلاف المقالات، وله حضور واسع على منصات التواصل الاجتماعي.
وهو عضو في عدد من الهيئات العلمية والفكرية، من بينها الاتحاد العالمي لعلماء المسلمين، وله مشاركات واسعة في المؤتمرات والندوات.

## العمل الأكاديمي
- 2000:تعيّن أستاذاً مساعداً للفكر الإسلامي بكلية الآداب في جامعة تعز، وترقّى إلى أستاذ مشارك عام 2006م، ثم ترقّى إلى أستاذ (بروفيسور) في 1 يناير 2013م.

- 2005-2002: رئيس قسم الدراسات الإسلامية بالجامعة الوطنية اليمن - تعز.

## من مؤلفاته
- مردة سليمان - قصة الرؤوس التي أوجدت إمبراطورية إسرائيل، ط1(القاهرة: دار التوزيع والنشر الإسلامية، (1424 - 2003م). [1]
- إيجاز البيان في إعجاز القرآن، ط5 (تعز : دار عدن، 1433هـ -2012م) [2]
- العالم الإسلامي بين التخلف الحضاري ورياح العولمة، ط1 (القاهرة: دار التوزيع والنشر الإسلامية، 1427هـ - 2006). [3]
- الإسلام بين الثوابت والمتغيرات، ط1 (القاهرة: دار التوزيع والنشر الإسلامية، 1427هـ - 2006).[4]
- مباحث في الثقافة الإسلامية، ط1 (تعز: دار عدن ،1430-2009م). [5]
- منطلقات الخطاب الإسلامي المعاصر في مواجهة المتغيرات العالمية. ط1 (تعز: مؤسسة السعيد للثقافة والعلوم، 1433 - 2012).
- تيارات التجديد في الفكر الإسلامي الحديث، ط3 (تعز: دار عدن، 1436هـ ـ 2014م)
- الشيباني آفاق السيرة والمسيرة (تحرير وتقديم ومشاركة في التأليف). ط1 (تعز: منتدى الفكر الإسلامي، 2015 - 1435).
- ازدواجية معايير الغرب والأمم المتحدة تجاه القضايا العربية والإسلامية (مشاركة). ط1 (عمّان: مركز أمية، دار عمار، 2016 - 1437).
- بوارق الفكر. ط1 (تعز: منتدى الفكر الإسلامي، 2017 - 1437).

## المؤتمرات العلمية والندوات
حضر عدداً من المؤتمرات والندوات الفكرية والحلقات النقاشية في موضوعات فكرية متعددة داخل اليمن وخارجها، وألقى عدداً كبيراً من المحاضرات المتنوعة، وأوراق العمل، وحصل في هذا السياق على عدد من شهادات التقدير من جهات مختلفة.
ومن أهم المؤتمرات والورش العربية والدولية التي حضرها:
- المؤتمر العاشر لاتحاد الطلبة المسلمين ( إسلام أباد: 1995 ).
- مؤتمر منظمة الدعوة الإسلامية (الخرطوم: 1998).
- مؤتمر الشباب وبناء المستقبل: الندوة العالمية للشباب الإسلامي القاهرة: 2006.
- ورشة ترسيخ الوسطية في اليمن: المنتدى العالمي للوسطية، مجلة حراء التركية(عمّان: 2009).
- مؤتمر رابطة كُتاب التجديد: المنتدى العالمي للوسطية (القاهرة: 2010).[6]
- ندوة (النور الخالد): مجلة حراء (جاكرتا: 2012).
- مؤتمر فلسفة البناء الحضاري عند مالك بن نبي وفتح الله جولن (الجزائر: مجلة حراء، جامعة الجزائر، 1433 ـ 2012م).[7]
- مؤتمر الجهاد والقياس (اسطنبول: 2014).
- الندوة الدولية حول الخطاب الإسلامي في ظل العولمة(الخرطوم: المجلس الأعلى للدعوة الإسلامية، يناير 2019).

## الجوائـز العلميـة
حصل على عدد من الجوائز العلمية، أهمها:
- جائزة السعيد للعلوم الإسلامية ( الدورة السابعة، 2003م).[8]
- جائزة السعيد للعلوم الإسلامية (الدورة الثالثة عشرة، 2009م) وهي أهم جائزة علمية في اليمن.
- جائزة جامعة عدن للبحث العلمي لأفضل كتاب في العلوم الإنسانية والاجتماعية (2010).[9]